# Lampides ecaudata
Lampides ecaudata är en fjärilsart som beskrevs av Charles Oberthür 1910. Lampides ecaudata ingår i släktet Lampides och familjen juvelvingar. Inga underarter finns listade i Catalogue of Life.